# Mümliswil-Ramiswil
Mümliswil-Ramiswil (toponimo tedesco) è un comune svizzero di 2 444 abitanti del Canton Soletta, nel distretto di Thal.